# Valletta
Valletta, často nesprávně La Valletta (maltsky: il-Belt Valletta), je hlavní město ostrovního státu Malta ležící na východním pobřeží mezi zálivy Grand Harbour na jihu a Marsamxett Harbour v Jihovýchodním regionu. Počet obyvatel je 6 444 (údaj z března roku 2014). Současným starostou města je od roku 2019 Alfred Zammit. Roku 1980 byla Valletta zapsána na seznam světového dědictví UNESCO.

## Historie
Na výběžku hory Sciberras krátce po velkém obležení Malty osmanskými Turky a rozbití dosavadní pevnosti Fort St. Elmo (z roku 1530) město založili 28. března 1566 johanité v čele s velmistrem Jeanem de la Valette. Urbanistický koncept města s geometricky uspořádanou uliční sítí navrhl architekt Francesco Lapparelli, pokračoval v něm jeho asistent Gerolamo Cassar, který také během následujících 20 let postavil mnoho důležitých budov, pod vedením následujícího velmistra Pierra de Monte. Mohutnou fortifikaci a novou pětibokou pevnost s bastiony, zvanou Floriani Lines navrhl Pietro Paolo Floriani de Macerata. Roku 1571 sem johanité přenesli z Birgu své hlavní sídlo. Výstavbu roku 1676 přerušila morová epidemie, při které zemřelo na deset tisíc obyvatel. Do konce 18. století zde vyrostlo 320 staveb.
12. listopadu 1592 zde byla otevřena jezuitská kolej (škola) Collegium melitenses. Po vyhnání jezuitů z ostrova roku 1768 byla škola uzavřena. 22. listopadu 1769 byla ve městě založena Maltská univerzita, která v současnosti sídlí v městské čtvrti Tal-Qroqq a má přes 10 000 studentů. V letech 1798-1800 Valettu okupovalo francouzské vojsko, které vystřídala armáda britská.
Během britské nadvlády nad Maltou byla Valletta (i se zbytkem země) značně industrializována. Větší část opevnění a některé staré budovy byly zbořeny a nahradily je nové moderní stavby. Město je vystavěno převážně z kamene, což ho zachránilo za 2. světové války, že nelehlo popelem jako mnohá jiná evropská města. I tak bylo ale město značně poškozeno bombardováním (zničena byla třeba budova královské opery z roku 1800). Většina důležitých historických památek ale přežila.

## Památky
- Dominantou města je kupole kostela Panny Marie z hory Karmel, založená v 16. století, kostel byl přestavěn v letech 1958-1981
- římskokatolická katedrála sv. Jana Křtitele, trojlodní bazilika s kryptou velmistrů maltézského řádu; založená rovněž v 16. století, která je vybavena drahocennými uměleckými díly barokního slohu, oltáře financovali řádoví rytíři, kteří jsou zde také v mnoha mramorových hrobkách pohřbeni. Při chrámu je muzeum.
- Anglikánský chrám sv. Pavla je neoklasicistní stavba z 19. století, kterou vybudovali Britové během své správy.
- Palác velmistrů - reprezentační barokní rezidence se zbrojnicí slouží jako prohlídkový objekt,
- Cassa Rocca Piccola
- barokní stavby osmi paláců (Auberge) byly rozděleny jednotlivým národům maltézských rytířů
- spousta starých kaváren, obchodů, uliček, náměstí, paláců, také budovy a moderní stavby.
- Pevnost sv. Elma

K dalším patří např. Tritonova kašna s fontánou, Národní archeologické muzeum, ale také zahrady Argoti a Upper Barracca atd. Hlavní městskou ulicí je Třída Republiky, které dominují fontány, muzea a kostely. V této ulici se nachází většina velvyslanectví a konzulátů a také prodejny nejznámějších světových a domácích firem (H&M, Benetton, Adidas a další).

## Demografie
Populace města v průběhu let poklesla na třetinu původního počtu obyvatel. Tato situace se ještě zhoršila po druhé světové válce, kdy byly postaveny nové městské aglomerace a obyvatelé se začali stěhovat do nově vzniklých předměstských čtvrtí. Původní Valletta je ale stále důležitým obchodním a administrativním městem.
Město bylo postaveno jako pevnost s navzájem kolmými ulicemi. Leží na poloostrově mezi dvěma přírodními přístavy Marsamxett a Grand Harbour. Přestože není Valletta největším městem Malty, je jeho hlavním městem. Přilehlé oblasti Floriana, Birkirkara, Qormi, Żabbar a další mají dohromady více než 100 000 obyvatel.

## Doprava
Městská veřejná doprava se skládá především z autobusů, které jezdí po Vallettě a po předměstích z hlavního autobusového nádraží. Doprava v centru města je někdy omezena pouze na taxi služby, většina ulic v historickém jádru je přestavěna na pěší zóny.
Ve vzdálenosti 5 km jižně od Valletty se v městečku Luqa nachází Maltské mezinárodní letiště, které spojuje Maltu s Amsterdamem, Aténami, Barcelonou, Bělehradem, Berlínem, Bruselem, Bolognou, Budapeští, Catánií, Kodaní, Ženevou, Prahou, Londýnem, Moskvou, Paříží, New Yorkem, Oslem nebo Tunisem.

## Galerie

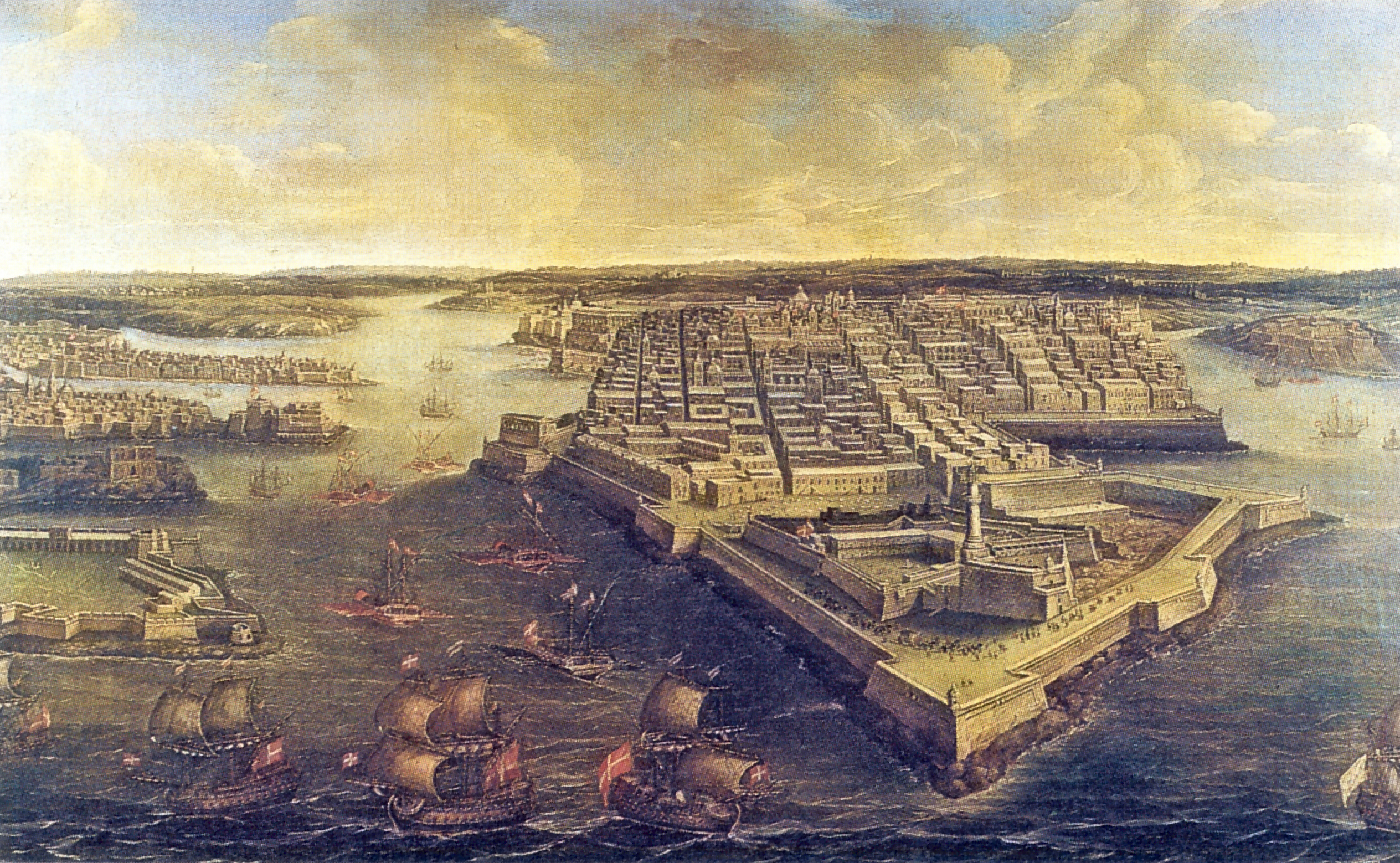
Historická malba města; pohled na zátoku Grand Harbour
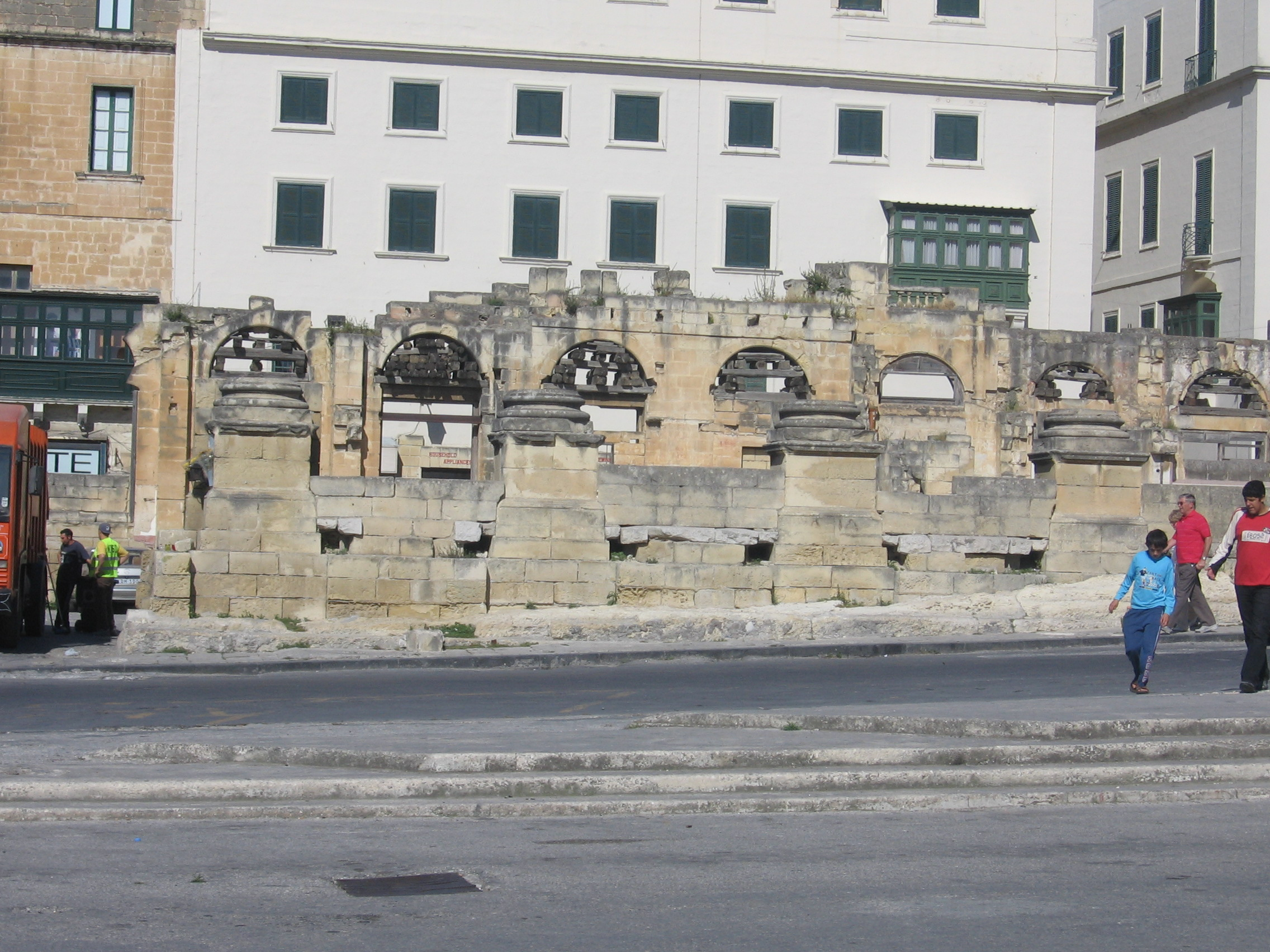
Ruiny budovy královské opery
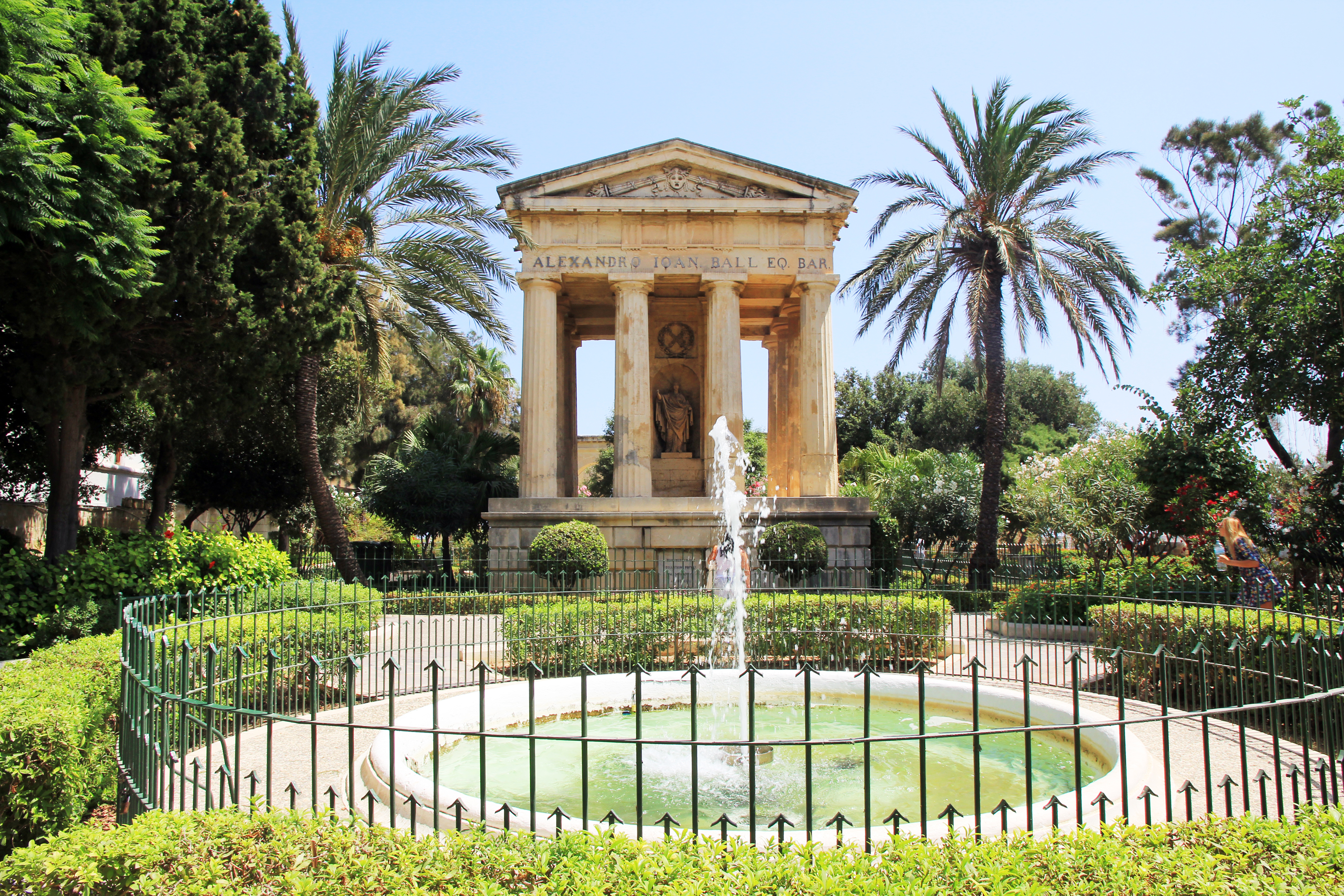
Valletské zahrady Lower Barraka
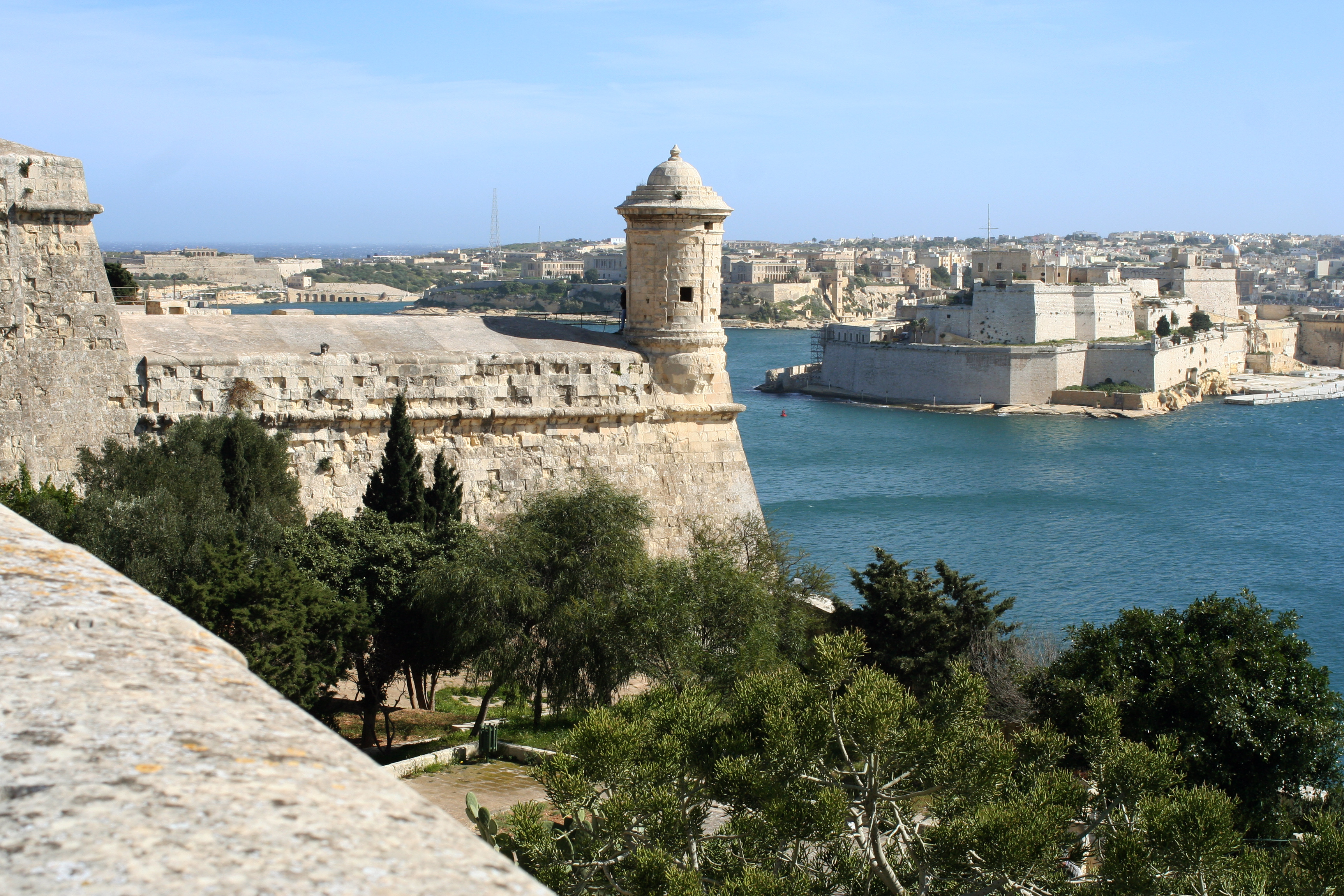
Městské hradby
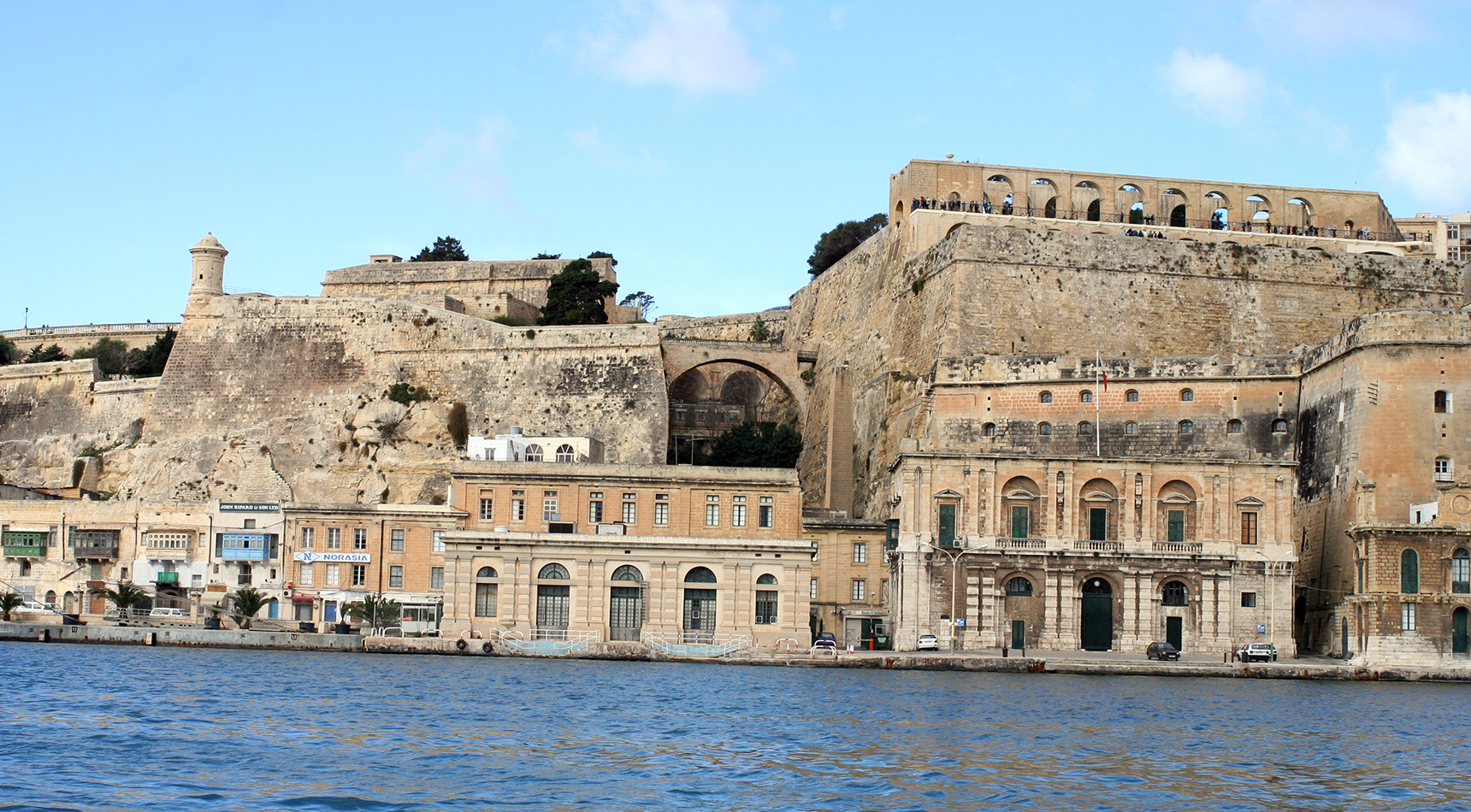
Pohled z moře
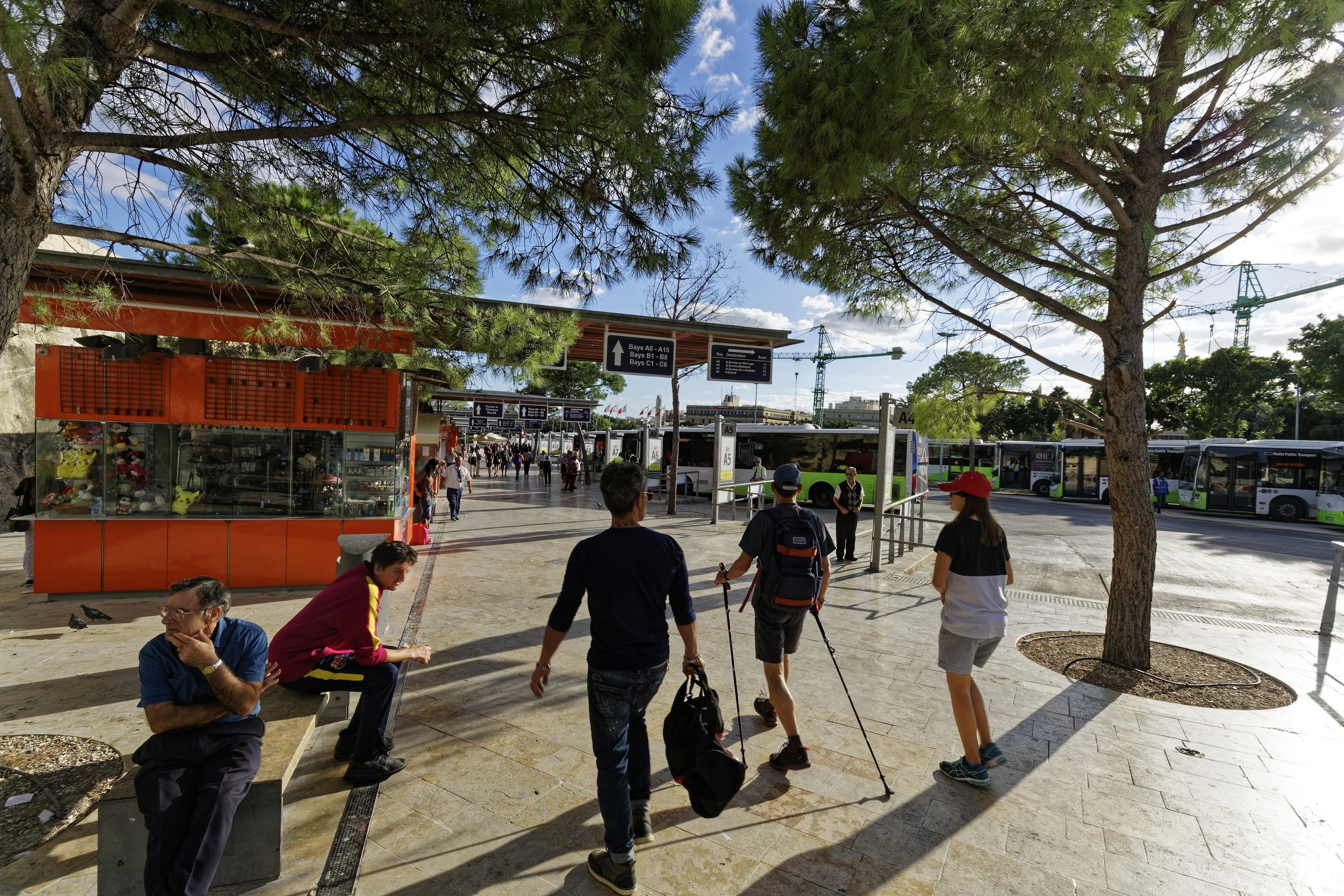
Autobusové nádraží
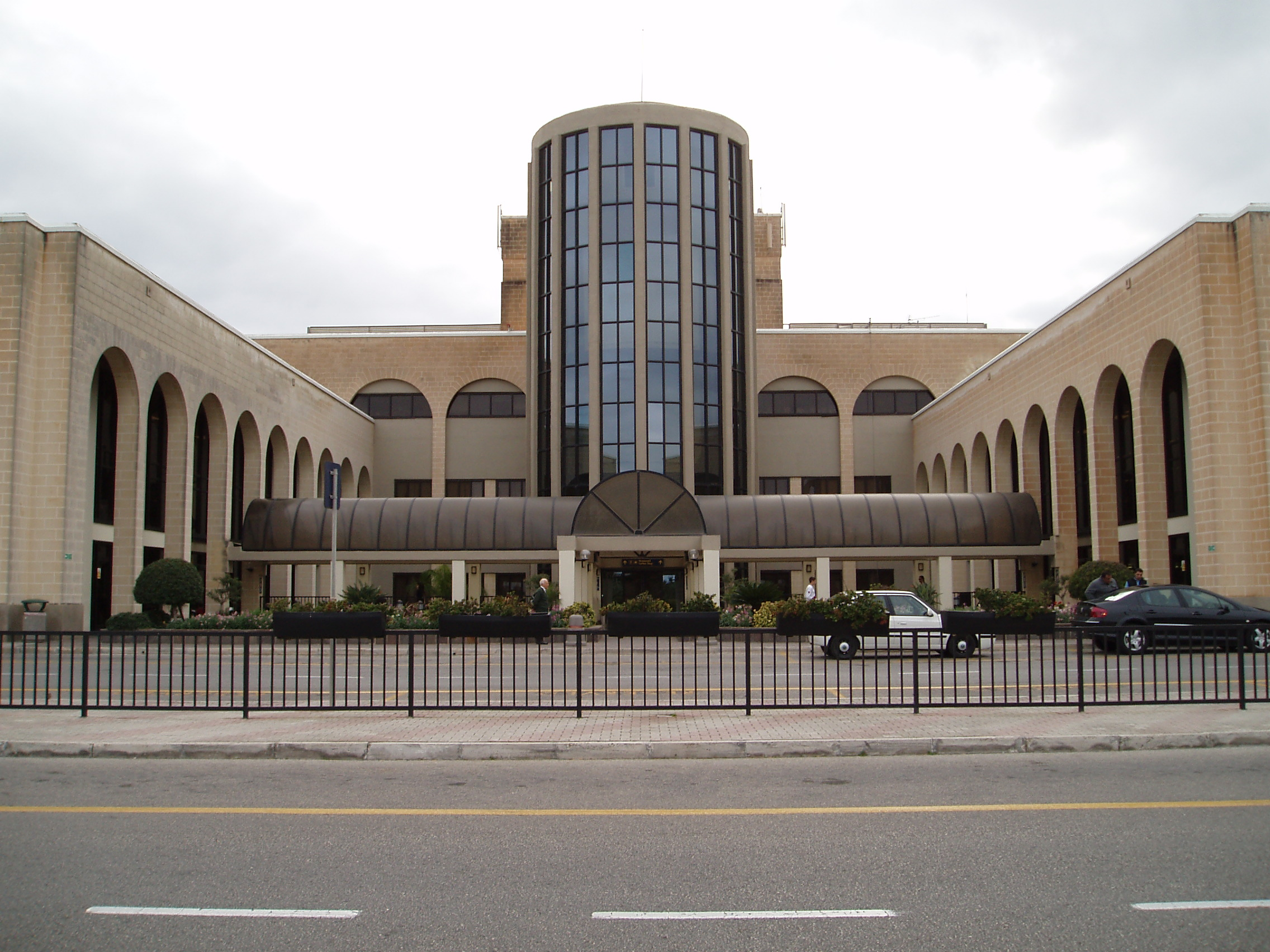
Mezinárodní letiště Malta – hlavní terminál